# 랄프 리츠터

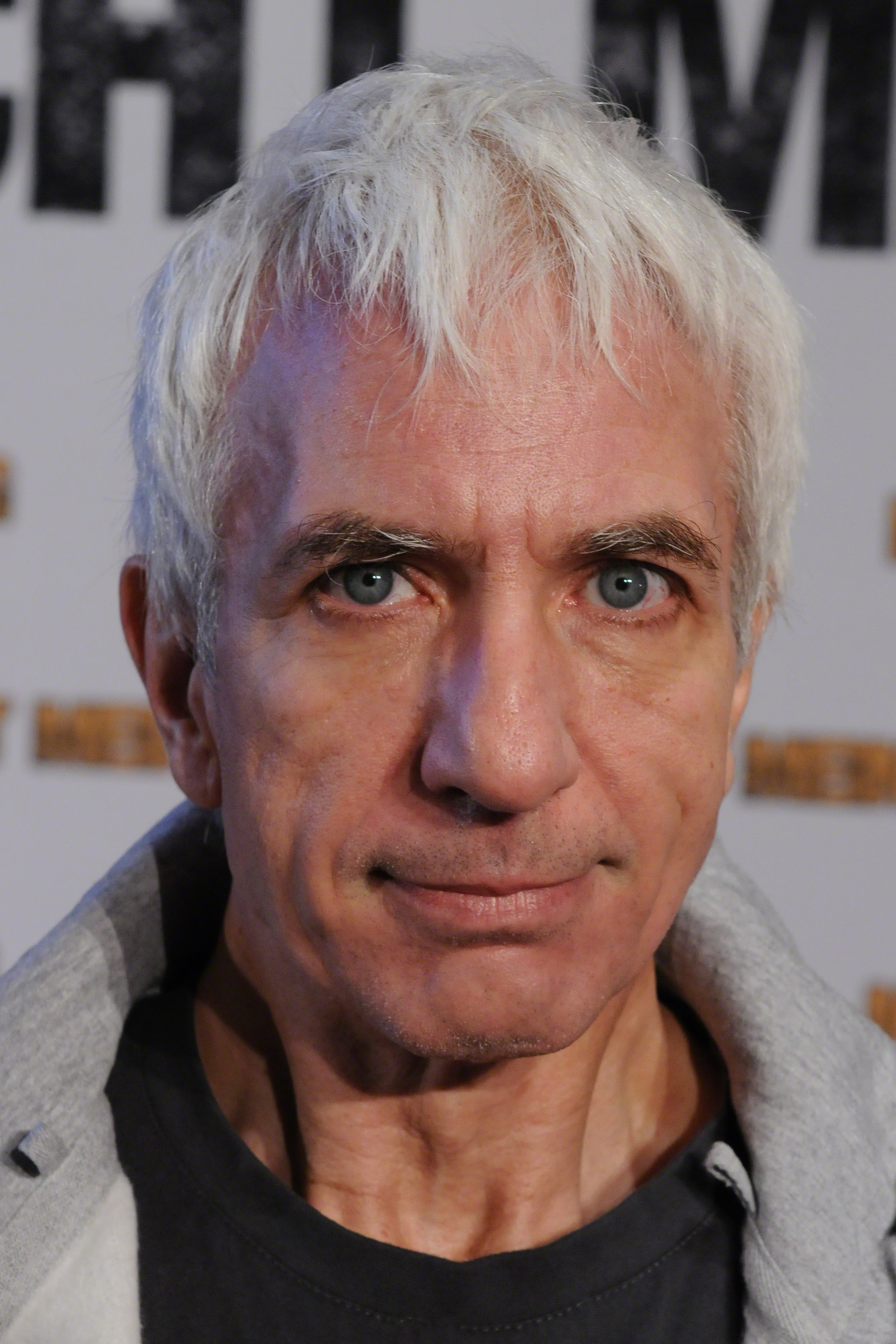

랄프 리츠터(Ralf Richter, 1957년 8월 17일 ~ )는 독일의 배우, 영화배우이다.
에센에서 태어났다.

## 영화
- 포레스트 헌터스 워 (2019년)
- 스카이 샤크 (2018년)
- 하프 브라더스 (2015년)
- 파이널 (2011년)
- 크로커다일의 모험 2 (2010년)
- 날고 싶은 돌 (2009년)
- 크로커다일의 모험 (2009년)
- 축구는 우리 인생 (2000년)
- 알렉스 행성 (1999년)
- 위기의 7분 (1989년)
- 라이브 캣 (1988년)